# Distylopus bisegmentus
Distylopus bisegmentus är en stekelart som beskrevs av Yoshimoto 1975. Distylopus bisegmentus ingår i släktet Distylopus och familjen raggsteklar. Inga underarter finns listade i Catalogue of Life.